# Ratingen
Ratingen er en by i Tyskland i delstaten Nordrhein-Westfalen med cirka 95.000 indbyggere. Byen ligger i kreisen Mettmann i den nordvestlige del af Berg, ca. 12 km nordøst for Düsseldorf.

## Historie
Ratingen blev grundlagt før 849. Siden middelalderen har Ratingen hørt til greverne og senere hertugerne af Berg. 11. december 1276 fik Ratingen byrettigheder. Ratingen var en af fire steder i Berg som oplevede en økonomisk vækst i slutningen af middelalderen, men som stoppede op under trediveårskrigen. I begyndelsen af industrialderen begyndte de første fabrikker at dukke op i 1783. I 1815 blev Ratingen en del af Preussen.
Efter relativt få skader under 2. verdenskrig oplevede Ratingen en vækst i 1960- og 1970-årene. Flere internationale selskaber (særlig indenfor IT-industrien) slog sig ned i byen, som Vodafone, Sun Microsystems, Hewlett-Packard, SAP, CEMEX, Tiptel og Esprit

## Twinning
- Beelitz (Tyskland)
- Blyth Valley (Storbritannien)
- Cramlington (Storbritannien)
- Gagarin (Rusland)
- Kokkola (Finnland)
- Le Quesnoy (Frankrig)
- Maubeuge (Frankrig)
- Vermillion (USA)
- Wuxi-Huishan (Kina)